# アーセナル (行進曲)
コンサートマーチ『アーセナル』（英: Concert March "Arsenal"）は、ベルギーの作曲家ヤン・ヴァン・デル・ローストが作曲した、吹奏楽編成の行進曲である。『アルセナール』とも。

## 概要
ベルギーで最初に鉄道が開通したメヘレンを本拠地とする鉄道工場吹奏楽団 (Harmonie van het Spoorwegarsenaal) の委嘱で、創立50周年を記念して1995年に作曲された。
曲は、1990年に作曲したコンテスト・マーチ『マーキュリー』と同様に、イギリス風の格調高い式典行進曲を意識して書かれており、行進を目的としたものではなく、曲調はタイトル通り「コンサートマーチ」となっている。日本においても、コンサートのオープニングやアンコール・ピースとしての演奏機会も多い。
出版にあたってファンファーレバンド版、ブラスバンド版も作られた。また、柏原卓之の編曲によるサクソフォーン・クワイア版とマールテン・イェンセ（Maarten Jense）の編曲によるクラリネット・クワイア版も出版されている。
タイトルは英語で兵器工場や武器庫という意味もあるが、ここでは委嘱した吹奏楽団の楽団名に付けられている鉄道工場（蘭: spoorweg arsenaal = 英: railway arsenal）を示している。

## 初演
1996年5月11日、メヘレン文化センター (Cultuurcentrum Mechelen) にて、作曲者の指揮による。

## 演奏時間
3分半 - 4分

## 編成
| 木管 | 木管                           | 金管 | 金管      | 弦・打 | 弦・打                   |
| ---- | ------------------------------ | ---- | --------- | ------ | ------------------------ |
| Fl.  | 2, Picc.                       | Tp.  | 3         | Cb.    | ●                        |
| Ob.  | 2, C.A.                        | Hr.  | 4         | Timp.  | １                       |
| Fg.  | 2                              | Tbn. | 2, Bass 1 | 他     | S.D., B.D., Cym., Glock. |
| Cl.  | 3, E♭Cl., Alto, Bass 1, C.B. 1 | Bar. | 2         | 他     | S.D., B.D., Cym., Glock. |
| Sax. | Alt. 2 Ten. 1 Bar. 1           | Tub. | ●         | 他     | S.D., B.D., Cym., Glock. |

## 出版
1996年に、オランダのデ・ハスケ (De Haske Publications BV) から出版。サクソフォーン・クワイア版とクラリネット・クワイア版は2008年に出版。

## 構成
変ホ長調、2/4拍子、(♩=108)

## 備考
日本においてはフランス語風に『アルセナール』と表記されることが大半であるが、メヘレンはオランダ語を公用語とする地域である。同様の意味を持つオランダ語の単語はアルセナールのように読まれるが、その綴りは「arsenaal」である。この作曲家の他の多くの演奏会用行進曲と同じく、タイトルは英語である。